# Scăești
Scăeşti es una comuna ubicada en el distrito de Dolj, Rumania.

## Superficie
Posee una superficie de 39,23 kilómetros cuadrados.

## Demografía
Hasta 2021 la población era de 2101 habitantes, con una densidad de población de 53,56 habitantes por kilómetro cuadrado.